# 銅屋町
銅屋町（どうやまち）は、江戸期から現在にかけての青森県弘前市の地名。郵便番号は036-8196。2017年6月1日現在の人口は248人、世帯数は152世帯。

## 地理
寺沢川沿いに位置する町。北は桶屋町、東は南川端町、南から西は新寺町に接する。

### 催事
また、毎年8月に当地の大円寺・弘前八坂神社で行われる宵宮は、市内で行われる宵宮の中では最も大規模なものである。

## 歴史
- 慶安2年 - 現在の銅屋町域は田地で、現在の本町の南端が銅屋町とあり、16軒の銅屋（弘前古城御絵図）。
- 寛文13年 - 当地は新銅屋町とあり、不完全ながら屋敷割りがされ、17軒の屋敷（うち空家2）がある（弘前中惣屋敷絵図）。また、当地にある大円寺（最勝院）までの道路は、まだ無い。
- 享保3年 - 東銅屋町とある（弘前町役覚）。
- 享保4年 - 現在の本町町域の部分は本銅屋町とあって、鋳物師・釜屋等が居住し、現在の銅屋町域はトウヤ町として銅屋17軒と檜物屋が1軒ある（町屋数円）。また、新寺町・紙漉町から大円寺までの道路ができている。
- 宝暦6年 - 町屋が18（鍛冶町支配町屋鋪改大帳）。
- 天保8年頃 - 大円寺前の屋敷も含め65軒（弘前絵図）。

### 沿革
- 江戸期 - 弘前城下の一町。
- 明治初年～明治22年 - 弘前を冠称。
- 1899年（明治22年） - 弘前市に所属。

## 施設

### 工業
- 棟方工業
- 福田鐡工所

### 消防
- 弘前消防団南地区団第一分団消防屯所

### 重要文化財
- 最勝院
  - 五重塔

## 小・中学校の学区
市立小・中学校に通う場合、学区は以下の通りとなる。
| 大字   | 番・番地 | 小学校             | 中学校             |
| ------ | -------- | ------------------ | ------------------ |
| 銅屋町 | 全域     | 弘前市立大成小学校 | 弘前市立第三中学校 |

## 交通
- 弘南バス

弘前高校前（弘前駅 - 金属団地・桜ヶ丘線、他）停留所。